# 卡拉巴 (馬里)
卡拉巴（法語：Karaba），是馬里的城鎮，位於該國中部，由塞古區的桑省負責管轄，面積969平方公里，海拔高度302米，2009年人口8,802，人口密度每平方公里9.08人。